# Leichtathletik-Europameisterschaften 2014/Stabhochsprung der Männer

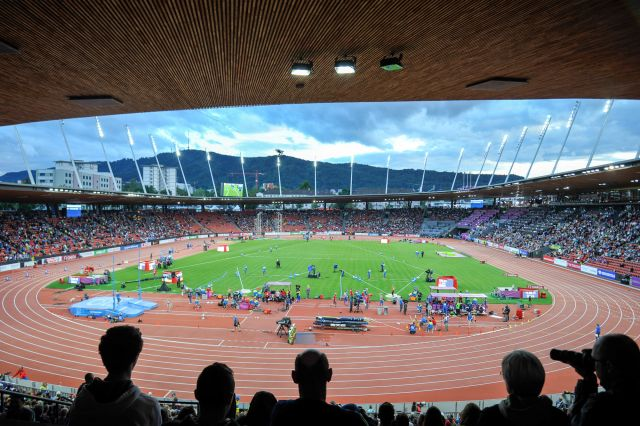
Das Letzigrund-Stadion während der Europameisterschaften 2014

Der Stabhochsprung der Männer bei den Leichtathletik-Europameisterschaften 2014 wurde am 14. und 16. August 2014 im Letzigrund-Stadion von Zürich ausgetragen.
Die Bronzemedaille wurde in diesem Wettbewerb zweimal ausgegeben. Zum dritten Mal nach 2010 und 2012 wurde der Franzose Renaud Lavillenie Europameister. Er war auch der Olympiasieger von 2012, Weltmeister von 2009, Vizeweltmeister von 2013 und WM-Dritte von 2011. Den zweiten Platz belegte der polnische Weltmeister von 2011 Paweł Wojciechowski. Die beiden Bronzemedaillen verdienten sich der Tscheche Jan Kudlička und der Franzose Kévin Menaldo.

## Legende
Kurze Übersicht zur Bedeutung der Symbolik – so üblicherweise auch in sonstigen Veröffentlichungen verwendet:
| IWR | Internationale Wettkampfregeln        |
| CR  | Wettkampfregeln                       |
| NM  | keine Höhe (no mark)                  |
| ogV | ohne gültigen Versuch                 |
| DNS | nicht am Start (did not start)        |
| –   | verzichtet                            |
| o   | übersprungen                          |
| x   | ungültig                              |
| r   | Wettkampf nicht fortgesetzt (retired) |

## Bestehende Rekorde
| Weltrekord           | 6,16 m | Renaud Lavillenie | Donezk, Ukraine       | 15. Februar 2014 |
| Europarekord         | 6,16 m | Renaud Lavillenie | Donezk, Ukraine       | 15. Februar 2014 |
| Meisterschaftsrekord | 6,00 m | Rodion Gataullin  | EM Helsinki, Finnland | 12. August 1994  |

Anmerkung zum Welt- und Europarekord:

Der oben genannte Weltrekord, gleichzeitig Europarekord, wurde in der Halle erzielt. Inzwischen werden nach IWR 160, CR31.2 (Weltrekordkategorien) – in Verbindung mit IWR 160, CR31.13 (Hallenweltrekorde) in der Halle erzielte Rekorde als absolute Rekorde anerkannt.
Der bestehende EM-Rekord wurde bei diesen Europameisterschaften nicht erreicht. Am höchsten sprang der französische Europameister Renaud Lavillenie, der im Finale 5,90 m erzielte, womit er zehn Zentimeter unter dem Rekord blieb. Zu seinem eigenen Welt- und Europarekord fehlten ihm 26 Zentimeter.

## Qualifikation
14. August 2014, 10:15 Uhr
26 Teilnehmer traten in zwei Gruppen zur Qualifikationsrunde an. Die Qualifikationshöhe für den direkten Finaleinzug betrug 5,65 m. Kein Springer musste diese Marke allerdings angehen. Dreizehn Athleten hatten 5,50 m übersprungen. Nachdem dann zwei Sportler 5,60 m überquert hatten, einer darunter, der bei 5,60 m erst eingestiegen war, wurde der Qualifikationswettkampf abgebrochen. Die Jury entschied, dass alle noch im Wettbewerb befindlichen vierzehn Teilnehmer am Finale teilnehmen durften (hellgrün unterlegt). So reichten schließlich 5,50 m für die Finalteilnahme.

### Gruppe A

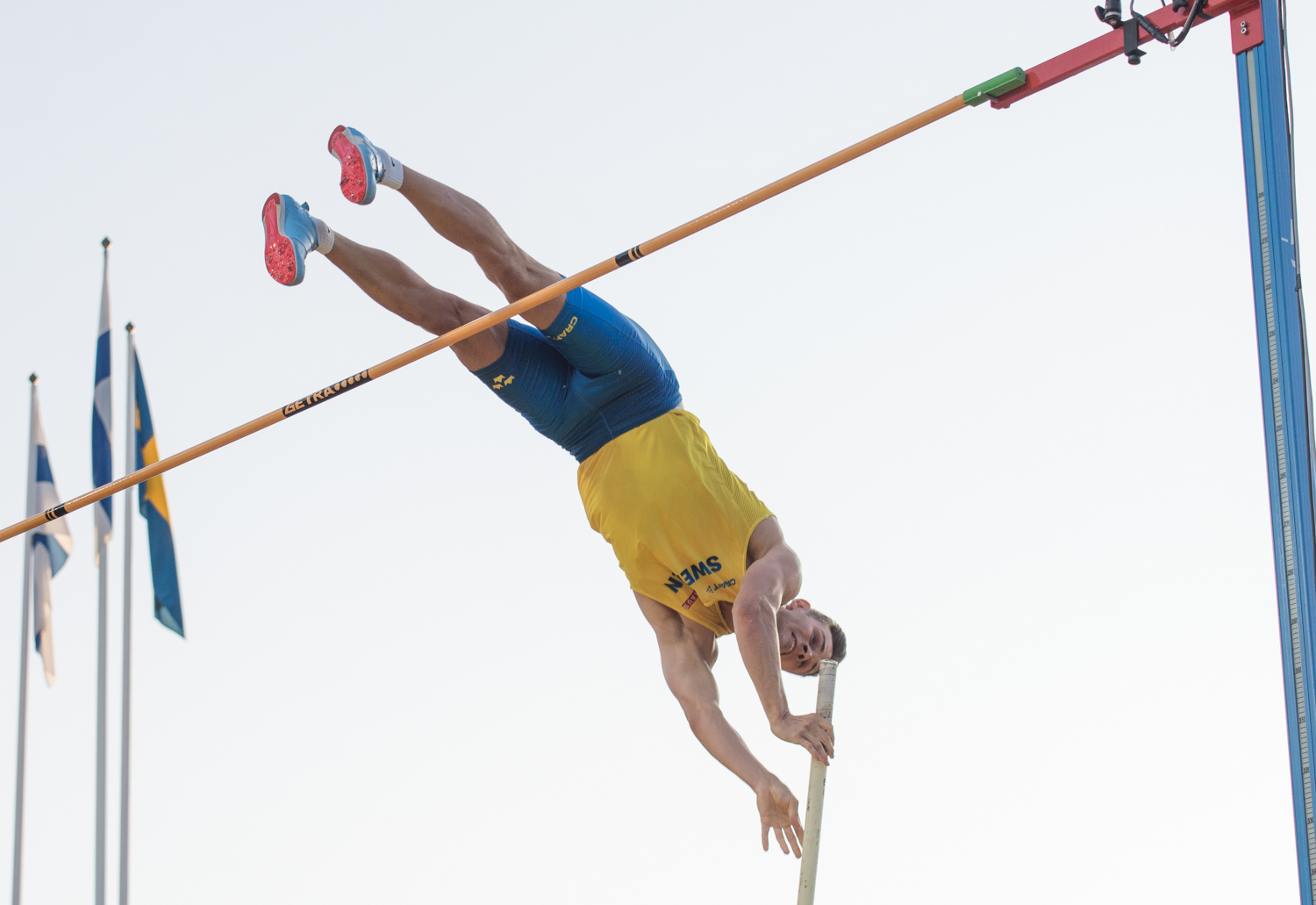
Melker Svärd Jacobsson erreichte mit seinen 5,30 m nicht das Finale
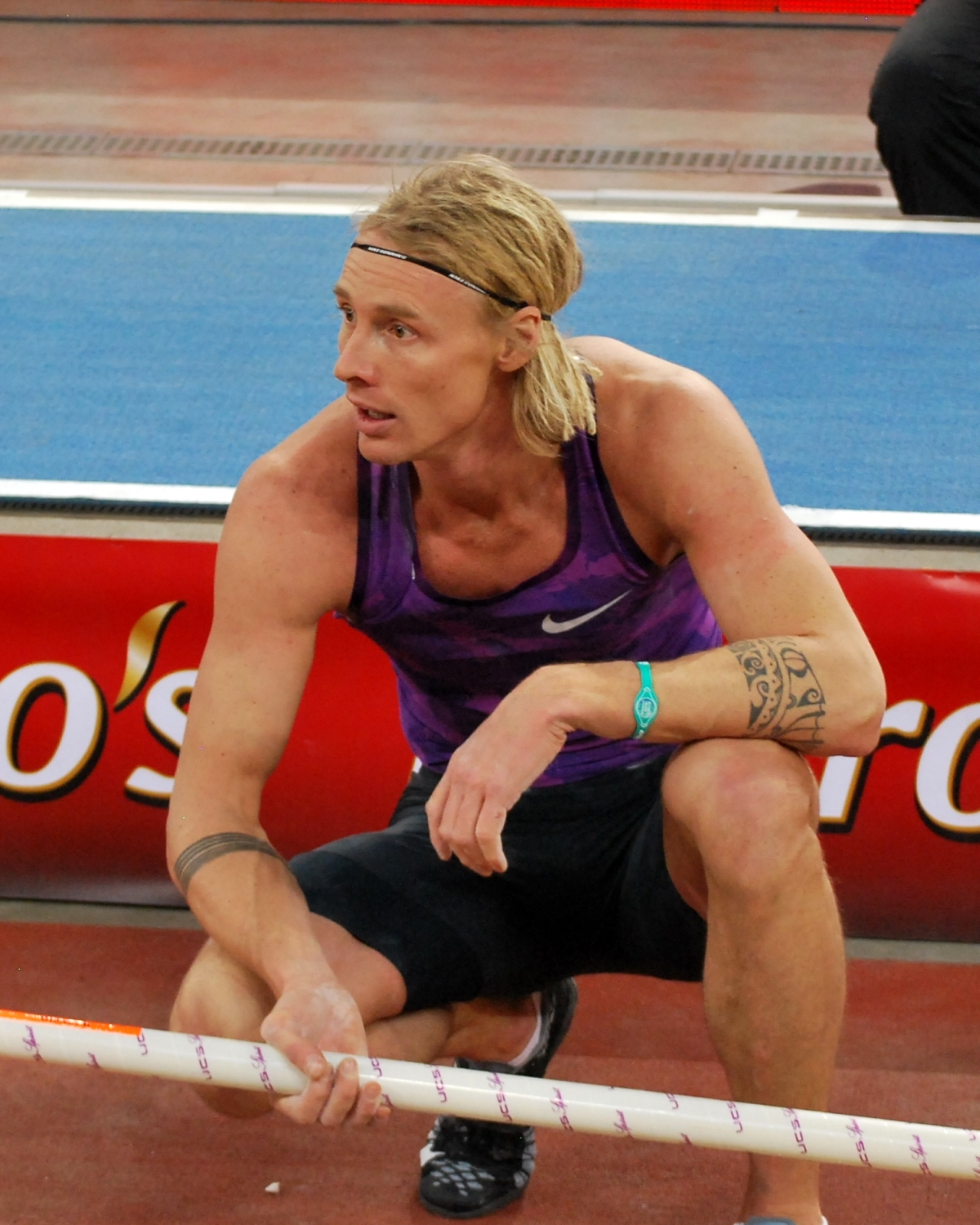
Michal Balner schied mit 5,30 m in der Qualifikation aus

| Platz | Name                   | Nation         | Resultat (m) | Versuchsserie (m) | Versuchsserie (m) | Versuchsserie (m) | Versuchsserie (m) |
| Platz | Name                   | Nation         | Resultat (m) | 5,30              | 5,40              | 5,50              | 5,60              |
| 1     | Renaud Lavillenie      | Frankreich     | 5,60         | –                 | –                 | –                 | xo                |
| 2     | Karsten Dilla          | Deutschland    | 5,50         | o                 | xo                | o                 | –                 |
| 2     | Alexander Gripitsch    | Russland       | 5,50         | o                 | xo                | o                 | –                 |
| 4     | Konstadínos Filippídis | Griechenland   | 5,50         | xo                | xo                | o                 | –                 |
| 5     | Diogo Ferreira         | Portugal       | 5,50         | xxo               | o                 | xo                | –                 |
| 6     | Paweł Wojciechowski    | Polen          | 5,50         | o                 | –                 | xxo               | –                 |
| 7     | Melker Svärd Jacobsson | Schweden       | 5,30         | xo                | xxx               |                   |                   |
| 8     | Michal Balner          | Tschechien     | 5,30         | xo                | –                 | xxx               |                   |
| 8     | Luke Cutts             | Großbritannien | 5,30         | xo                | xxx               |                   |                   |
| NM    | Giuseppe Gibilisco     | Italien        | ogV          | –                 | xxx               |                   |                   |
| NM    | Pauls Pujāts           | Lettland       | ogV          | xxx               |                   |                   |                   |
| NM    | Didac Salas            | Spanien        | ogV          | xxx               |                   |                   |                   |
| NM    | Tobias Scherbarth      | Deutschland    | ogV          | –                 | xxx               |                   |                   |
| NM    | Nikandros Stylianou    | Griechenland   | ogV          | xxx               |                   |                   |                   |

Weitere in Qualifikationsgruppe A ausgeschiedene Stabhochspringer:

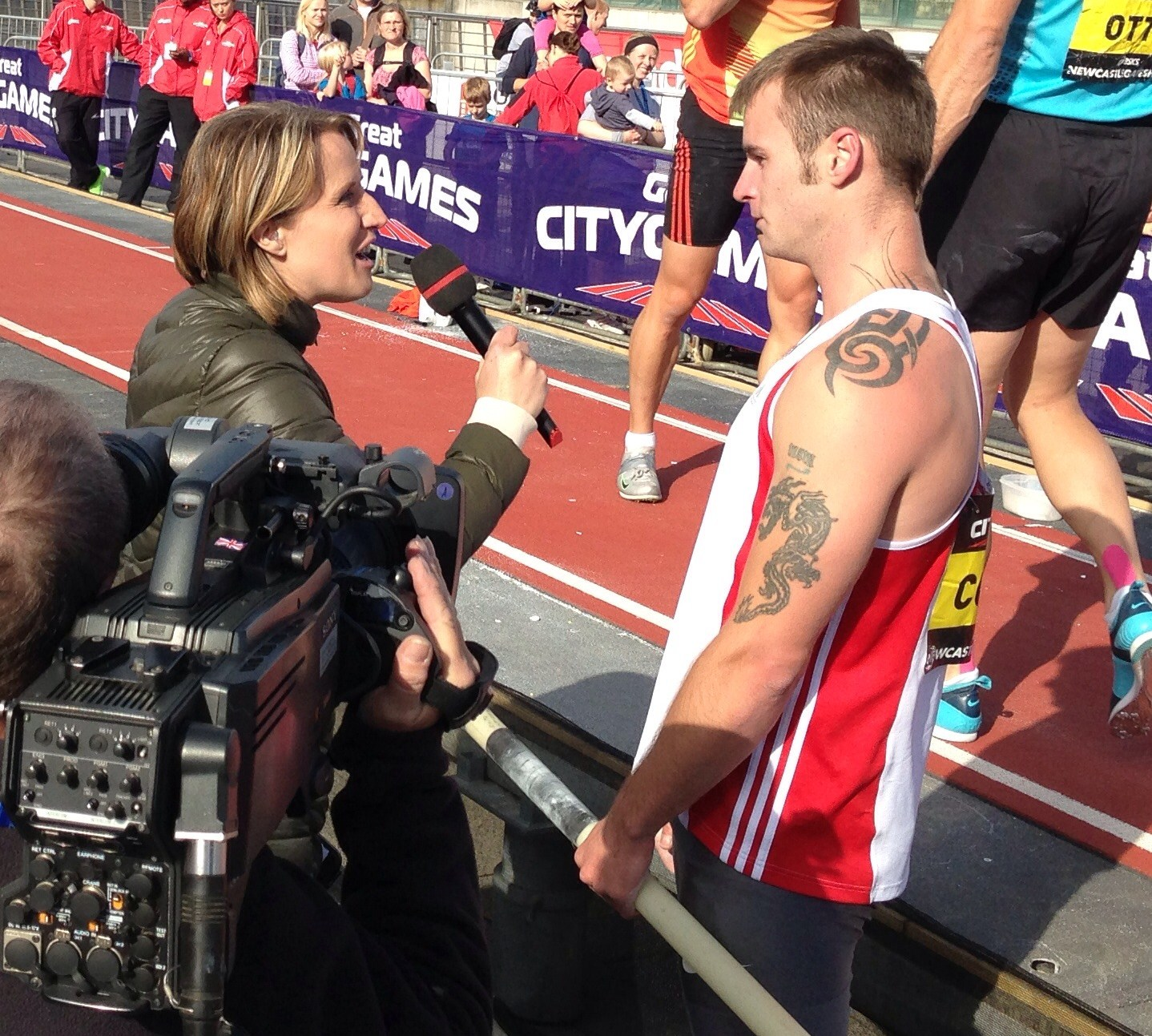
Auch Luke Cutts scheiterte mit 5,30 m in der Qualifikation
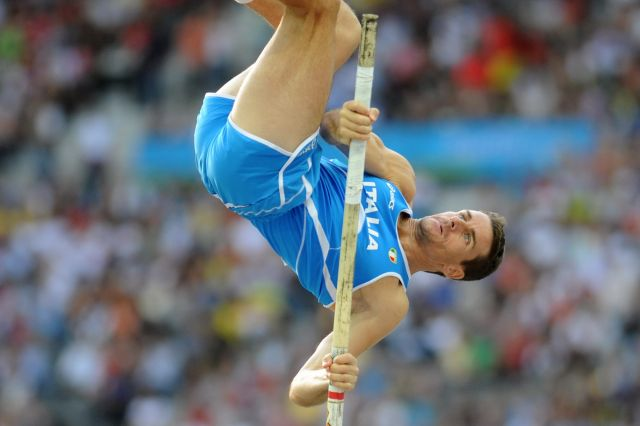
Giuseppe Gibilisco, der Weltmeister von 2003 und Olympiadritte von 2004, blieb in der Qualifikation ohne gültigen Sprung
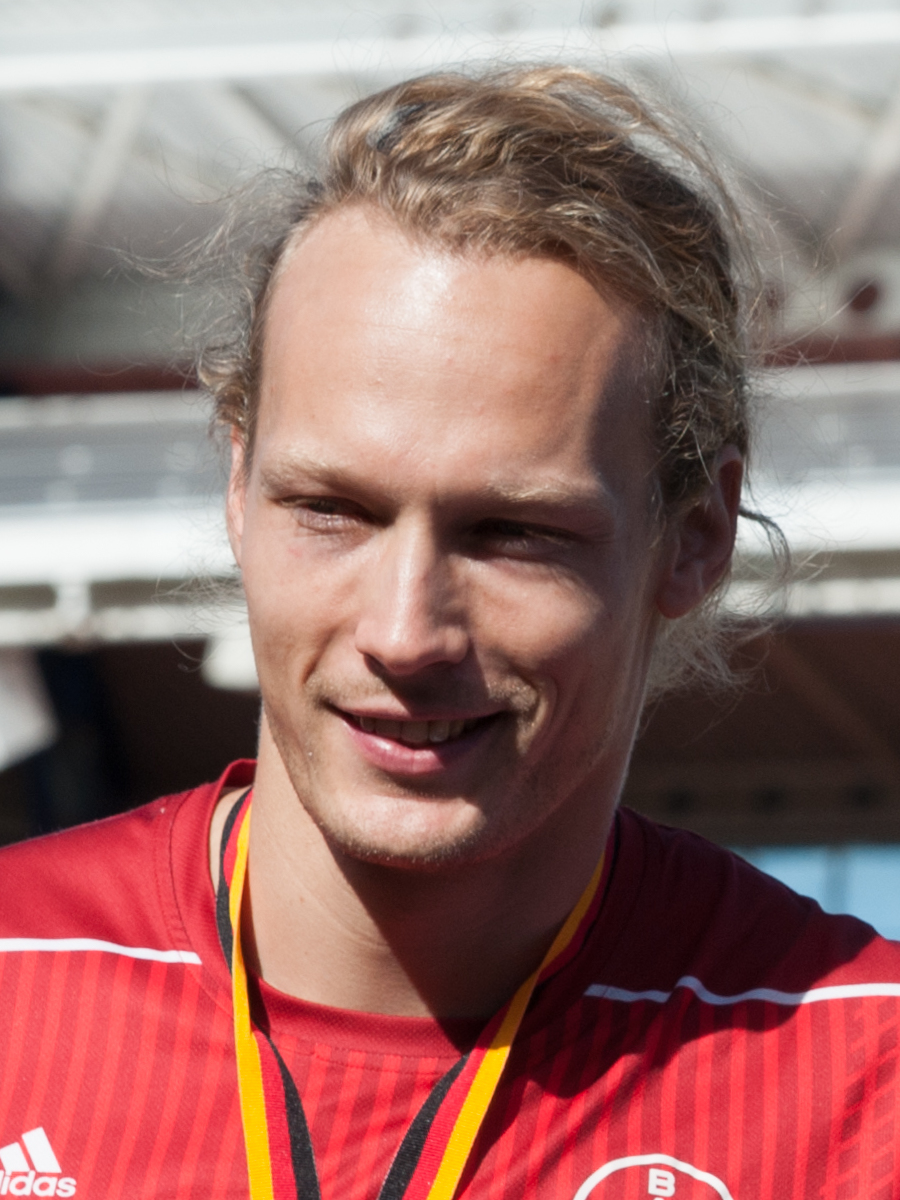
Tobias Scherbarth  gelang in der Qualifikation kein gültiger Versuch

### Gruppe B

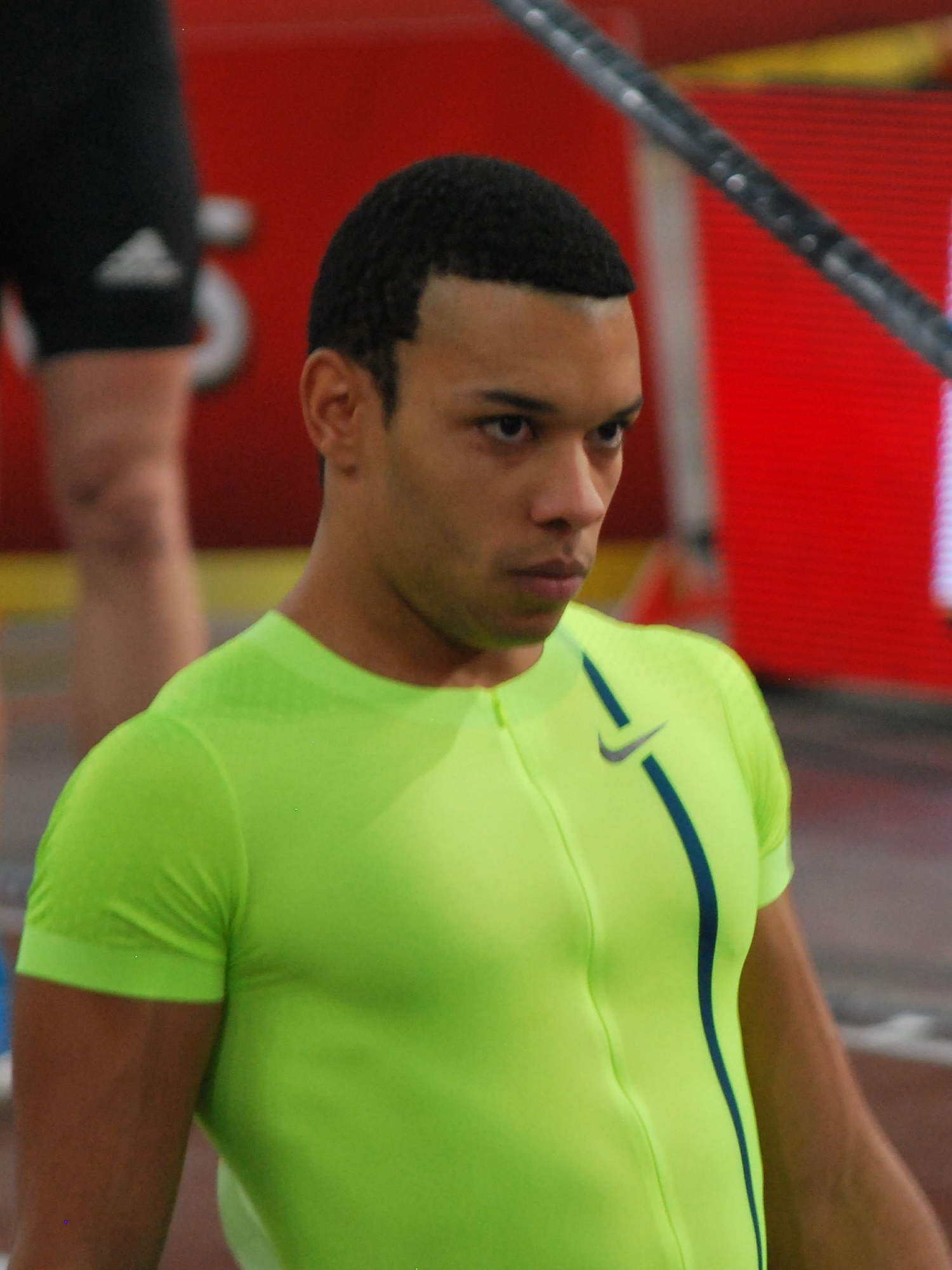
Marquis Richards scheiterte an der letztlich zu erreichenden Sprunghöhe von 5,50 m und schied mit 5,40 m aus
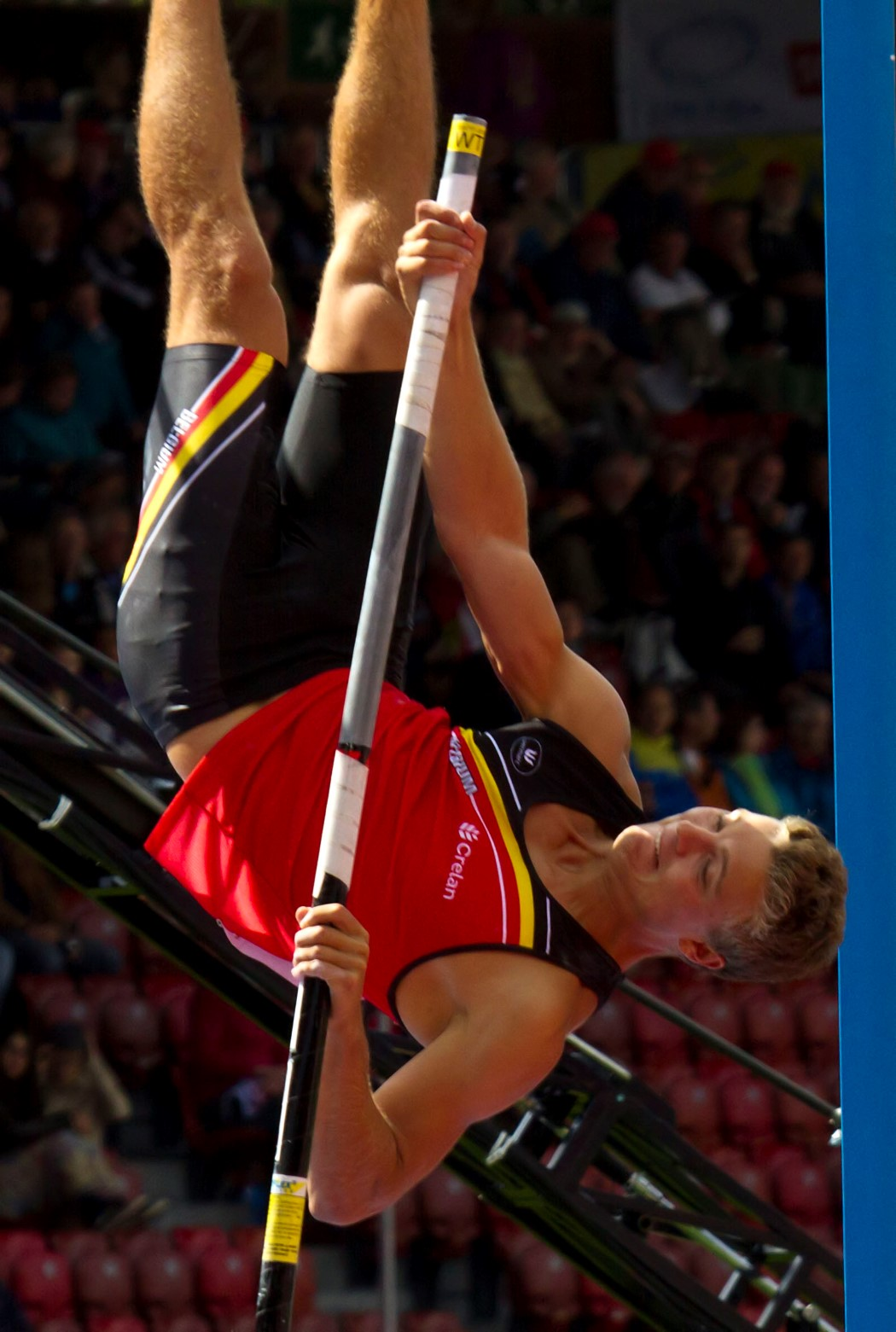
Arnaud Arts 5,30 m waren zu wenig, um im Finale dabei zu sein
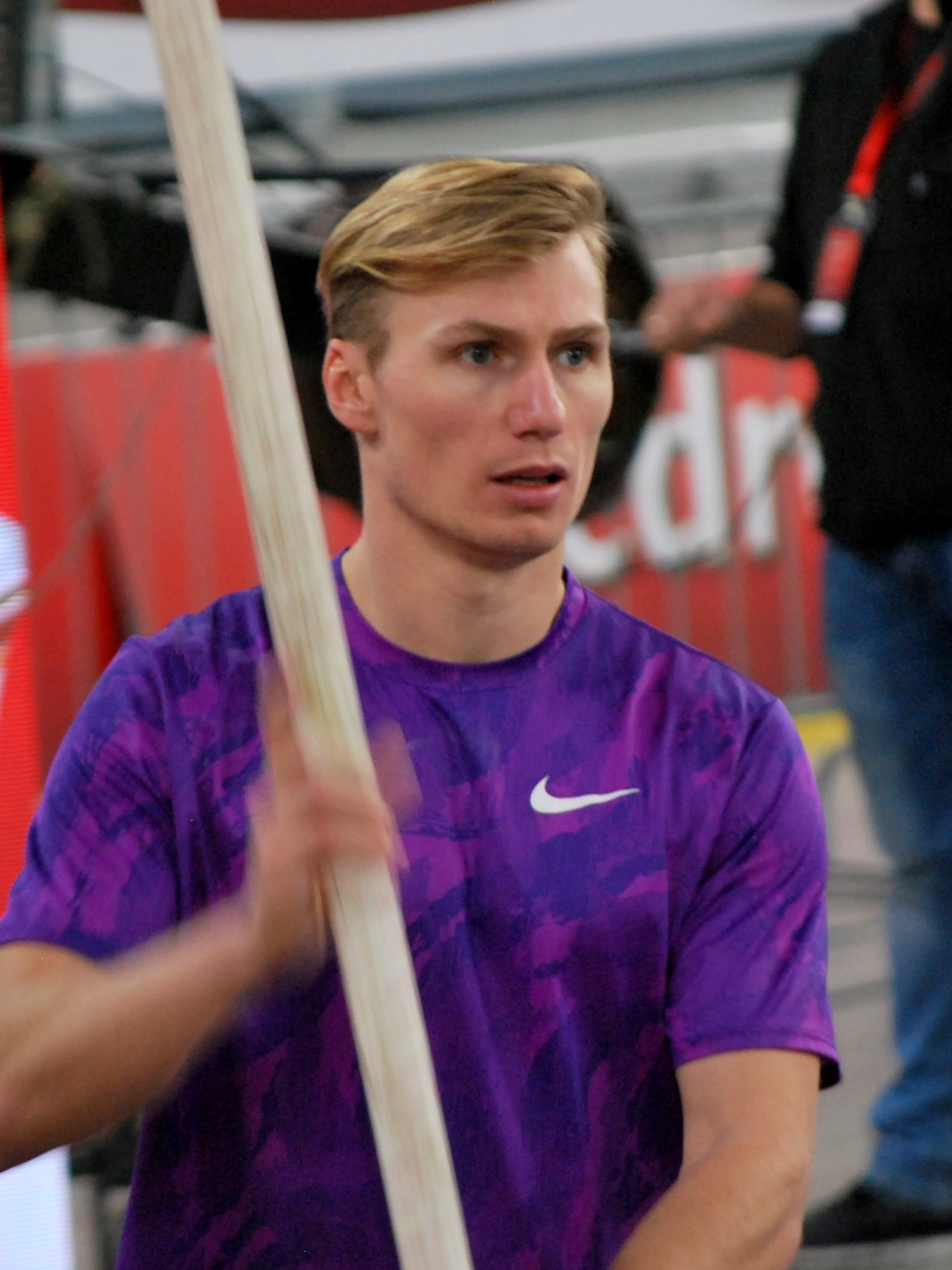
Igor Bychkov – 5,30 m und damit ausgeschieden

| Platz | Name                  | Nation         | Resultat (m) | Versuchsserie (m) | Versuchsserie (m) | Versuchsserie (m) | Versuchsserie (m) |
| Platz | Name                  | Nation         | Resultat (m) | 5,30              | 5,40              | 5,50              | 5,60              |
| 1     | Jan Kudlička          | Tschechien     | 5,60         | –                 | o                 | –                 | xo                |
| 2     | Steven Lewis          | Großbritannien | 5,50         | –                 | o                 | o                 | –                 |
| 2     | Kévin Menaldo         | Frankreich     | 5,50         | o                 | –                 | o                 | –                 |
| 2     | Ilja Mudrow           | Russland       | 5,50         | –                 | –                 | o                 | –                 |
| 2     | Robert Sobera         | Polen          | 5,50         | o                 | –                 | o                 | –                 |
| 6     | Sergeij Kucherjanu    | Russland       | 5,50         | xo                | –                 | xo                | –                 |
| 7     | Piotr Lisek           | Polen          | 5,50         | o                 | –                 | xxo               | –                 |
| 8     | Edi Maia              | Portugal       | 5,50         | xo                | xo                | xxo               | –                 |
| 9     | Marquis Richards      | Schweiz        | 5,40         | xo                | o                 | xxx               |                   |
| 10    | Arnaud Art            | Belgien        | 5,30         | o                 | –                 | xxx               |                   |
| 10    | Igor Bychkov          | Spanien        | 5,30         | o                 | –                 | xxx               |                   |
| 10    | Dimítrios Patsoukákis | Griechenland   | 5,30         | o                 | xxx               |                   |                   |
| NM    | Mareks Ārents         | Lettland       | ogV          | –                 | x–                | r                 |                   |
| DNS   | Alhaji Jeng           | Schweden       |              |                   |                   |                   |                   |
| DNS   | Malte Mohr            | Deutschland    |              |                   |                   |                   |                   |

## Finale

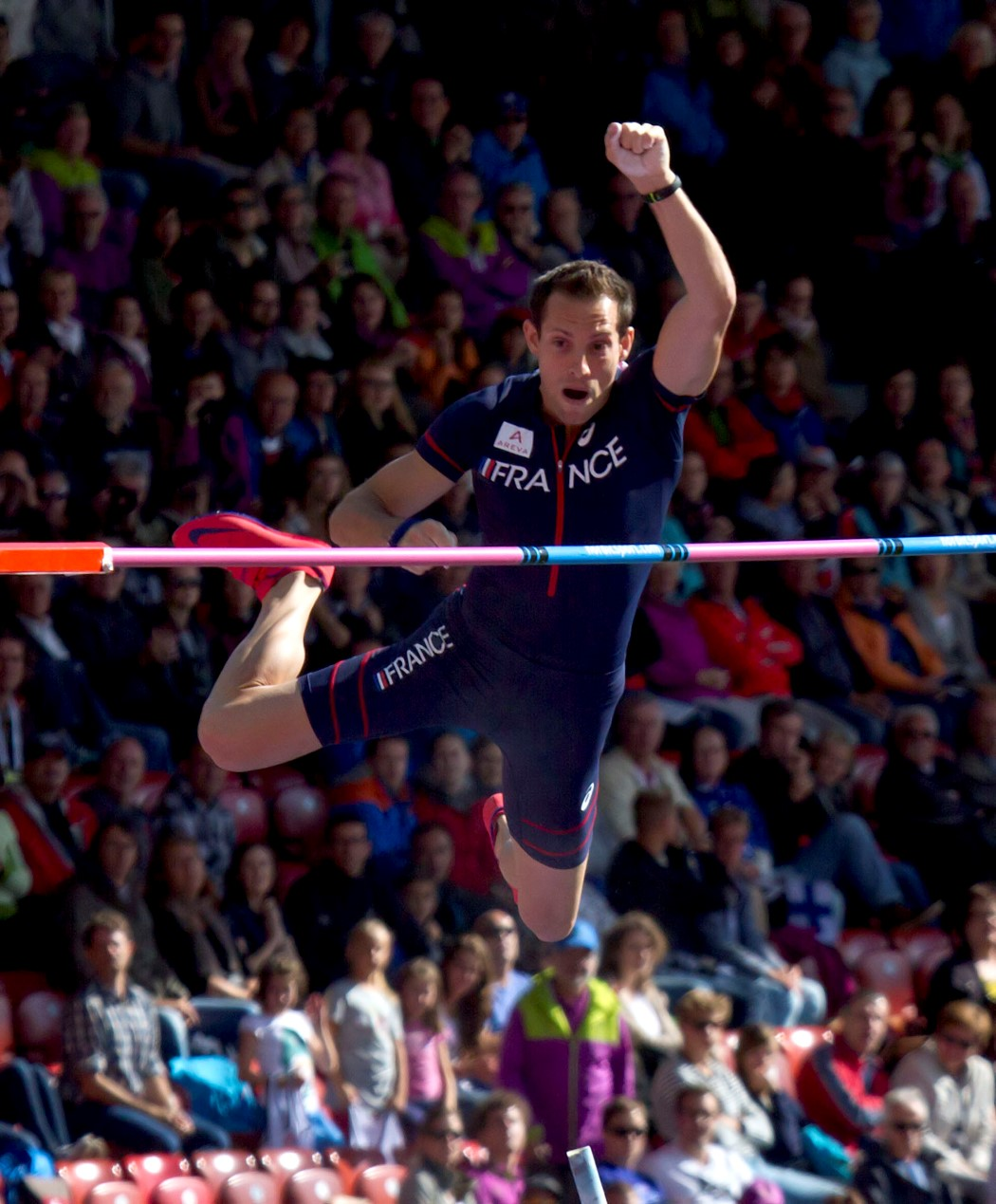
Europameister Renaud Lavillenie bei seinem Sprung über 5,80 m

16. August 2014, 15:03 Uhr 
| Platz | Name                   | Nation         | Resultat (m) | Versuchsserie (m) | Versuchsserie (m) | Versuchsserie (m) | Versuchsserie (m) | Versuchsserie (m) | Versuchsserie (m) | Versuchsserie (m) | Versuchsserie (m) | Versuchsserie (m) |
| Platz | Name                   | Nation         | Resultat (m) | 5,40              | 5,50              | 5,60              | 5,65              | 5,70              | 5,75              | 5,80              | 5,90              | 6,01              |
| 1     | Renaud Lavillenie      | Frankreich     | 5,90         | –                 | –                 | –                 | o                 | –                 | –                 | o                 | o                 | xxx               |
| 2     | Paweł Wojciechowski    | Polen          | 5,70         | –                 | o                 | –                 | o                 | o                 | xxx               |                   |                   |                   |
| 3     | Jan Kudlička           | Tschechien     | 5,70         | –                 | o                 | xo                | –                 | o                 | xxx               |                   |                   |                   |
| 3     | Kévin Menaldo          | Frankreich     | 5,70         | –                 | o                 | xo                | –                 | o                 | xxx               |                   |                   |                   |
| 5     | Alexander Gripitsch    | Russland       | 5,65         | o                 | o                 | xxo               | o                 | xxx               |                   |                   |                   |                   |
| 6     | Piotr Lisek            | Polen          | 5,65         | o                 | o                 | xo                | xo                | xxx               |                   |                   |                   |                   |
| 7     | Konstadínos Filippídis | Griechenland   | 5,60         | o                 | o                 | o                 | xxx               |                   |                   |                   |                   |                   |
| 8     | Edi Maia               | Portugal       | 5,60         | xo                | o                 | xxo               | xxx               |                   |                   |                   |                   |                   |
| 9     | Sergeij Kucherjanu     | Russland       | 5,40         | o                 | –                 | xx–               | x                 |                   |                   |                   |                   |                   |
| 9     | Karsten Dilla          | Deutschland    | 5,40         | o                 | –                 | xxx               |                   |                   |                   |                   |                   |                   |
| 11    | Steven Lewis           | Großbritannien | 5,40         | xxo               | –                 | x–                | –                 | xx                |                   |                   |                   |                   |
| NM    | Ilja Mudrow            | Russland       | ogV          | –                 | xxx               |                   |                   |                   |                   |                   |                   |                   |
| NM    | Diogo Ferreira         | Portugal       | ogV          | xxx               |                   |                   |                   |                   |                   |                   |                   |                   |
| NM    | Robert Sobera          | Polen          | ogV          | xxx               |                   |                   |                   |                   |                   |                   |                   |                   |

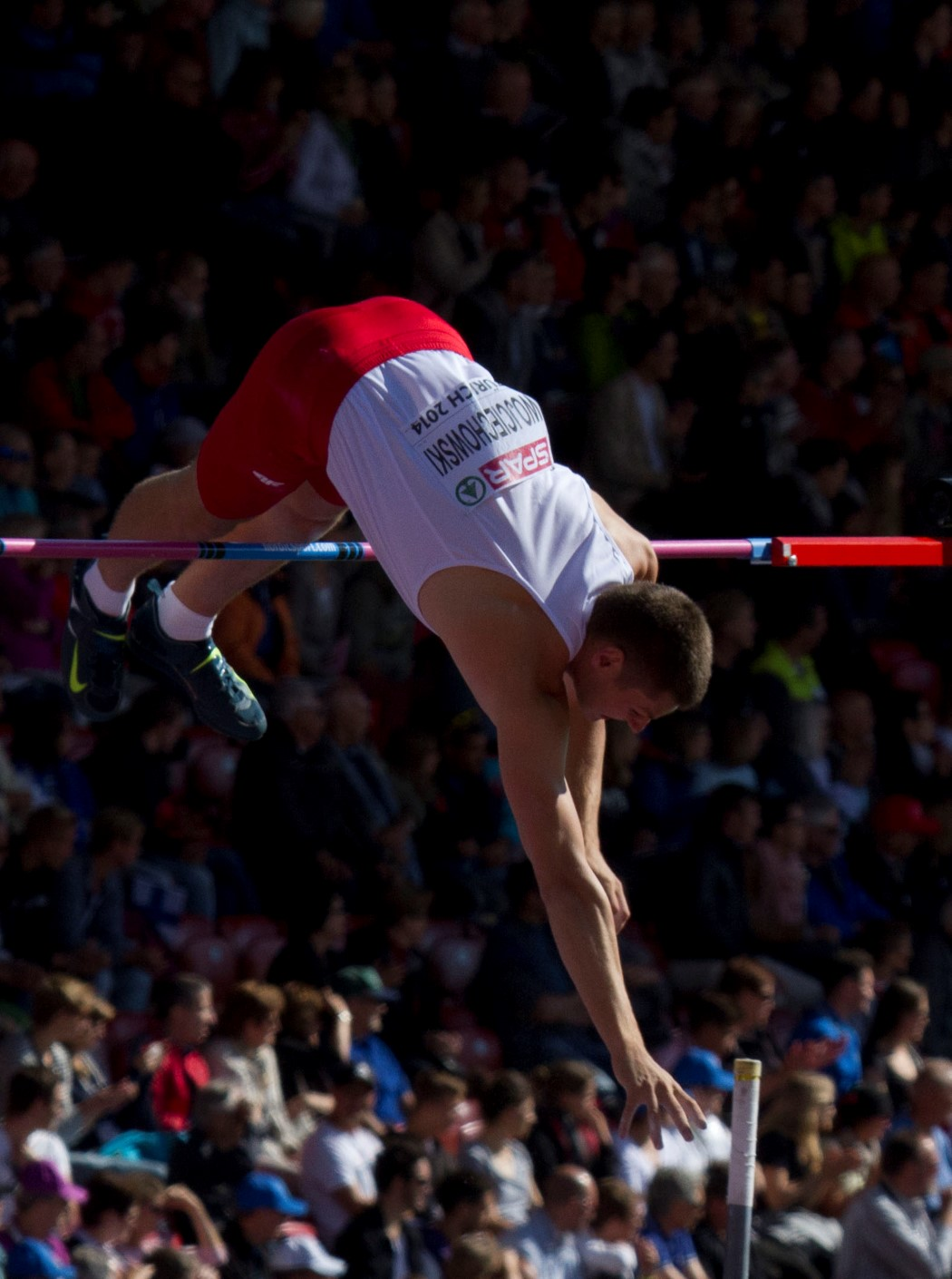
Vizeeuropameister Paweł Wojciechowski
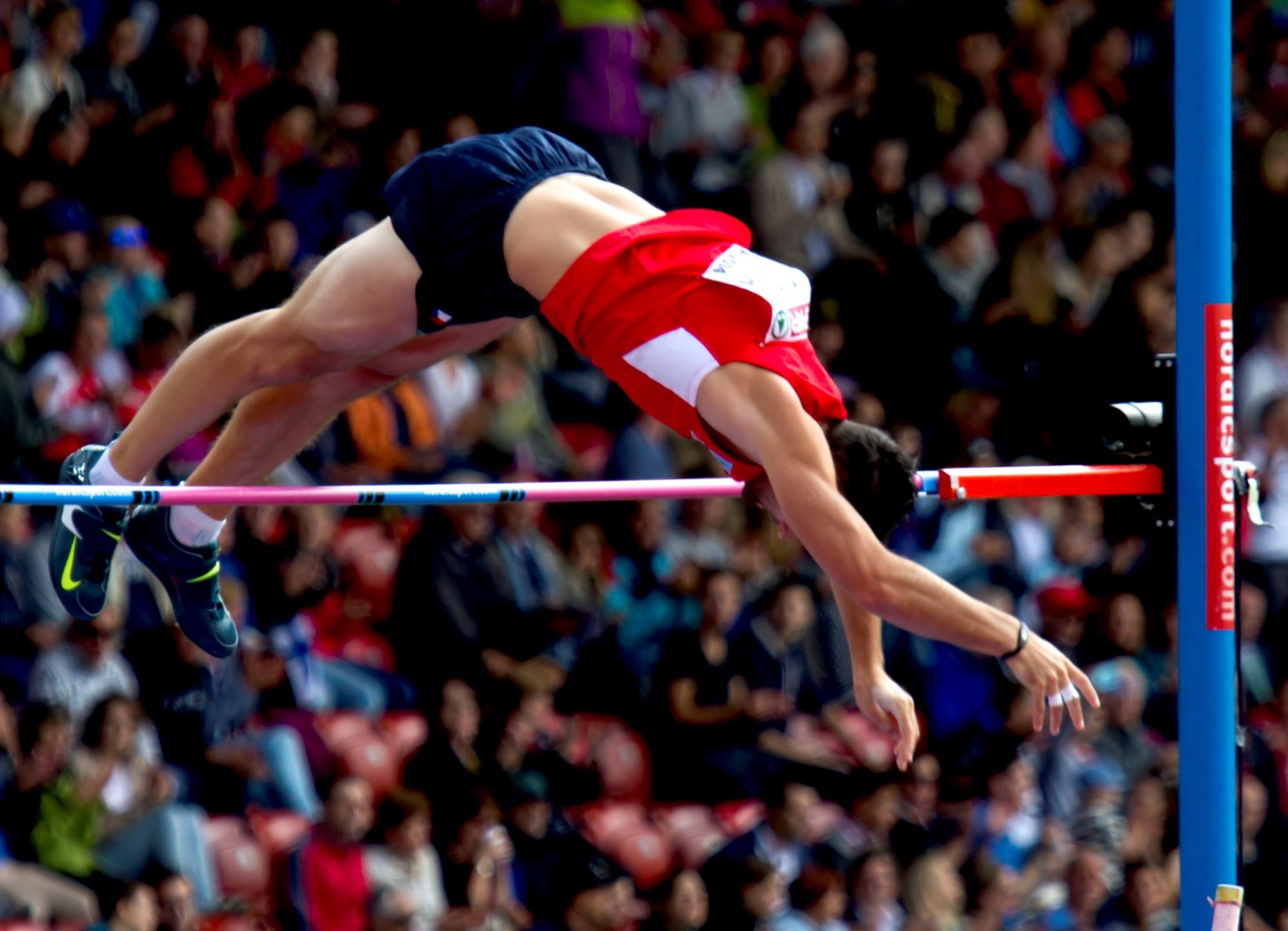
Jan Kudlička – einer von zwei Bronzemedaillengewinnern
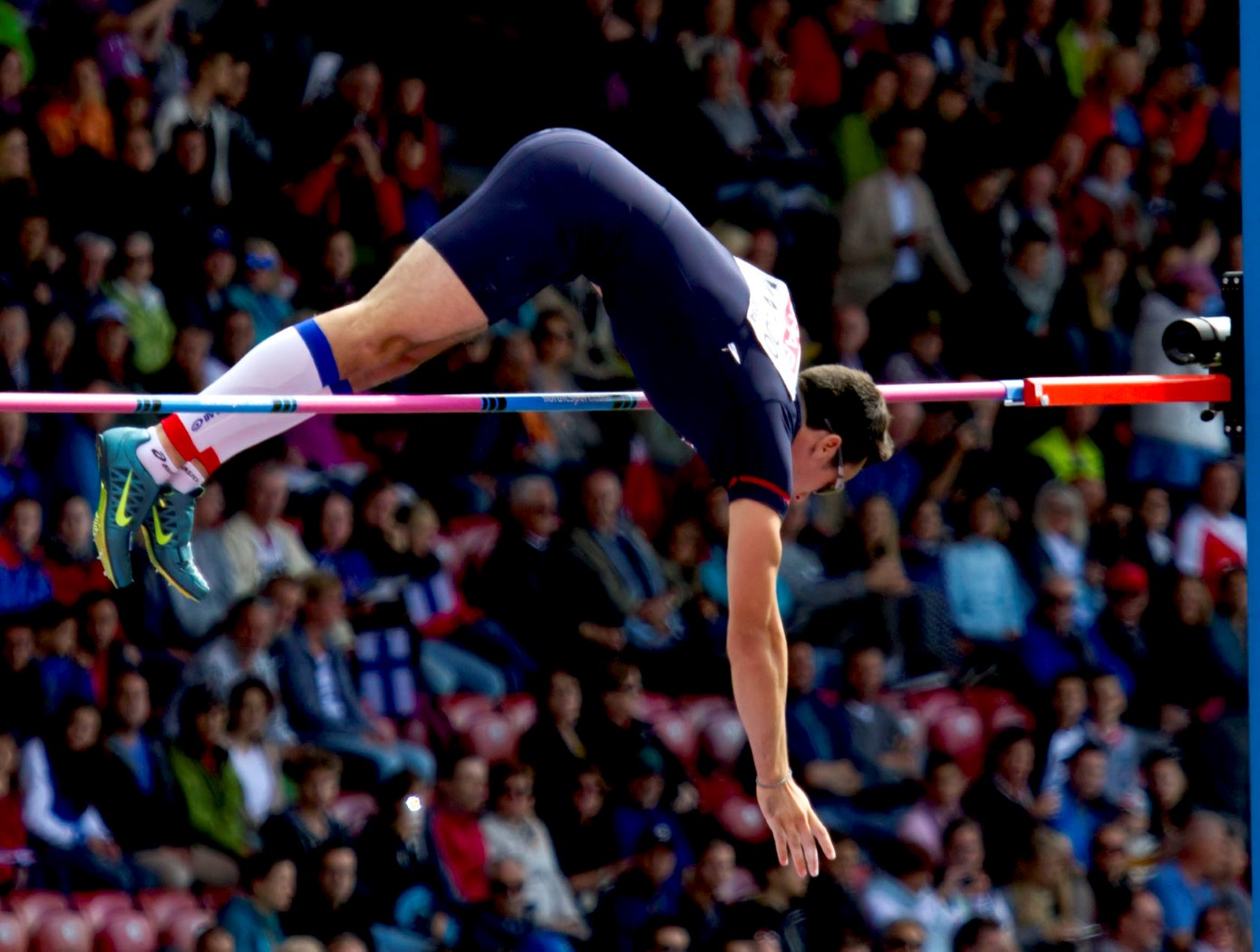
Kévin Menaldo errang ebenfalls Bronze

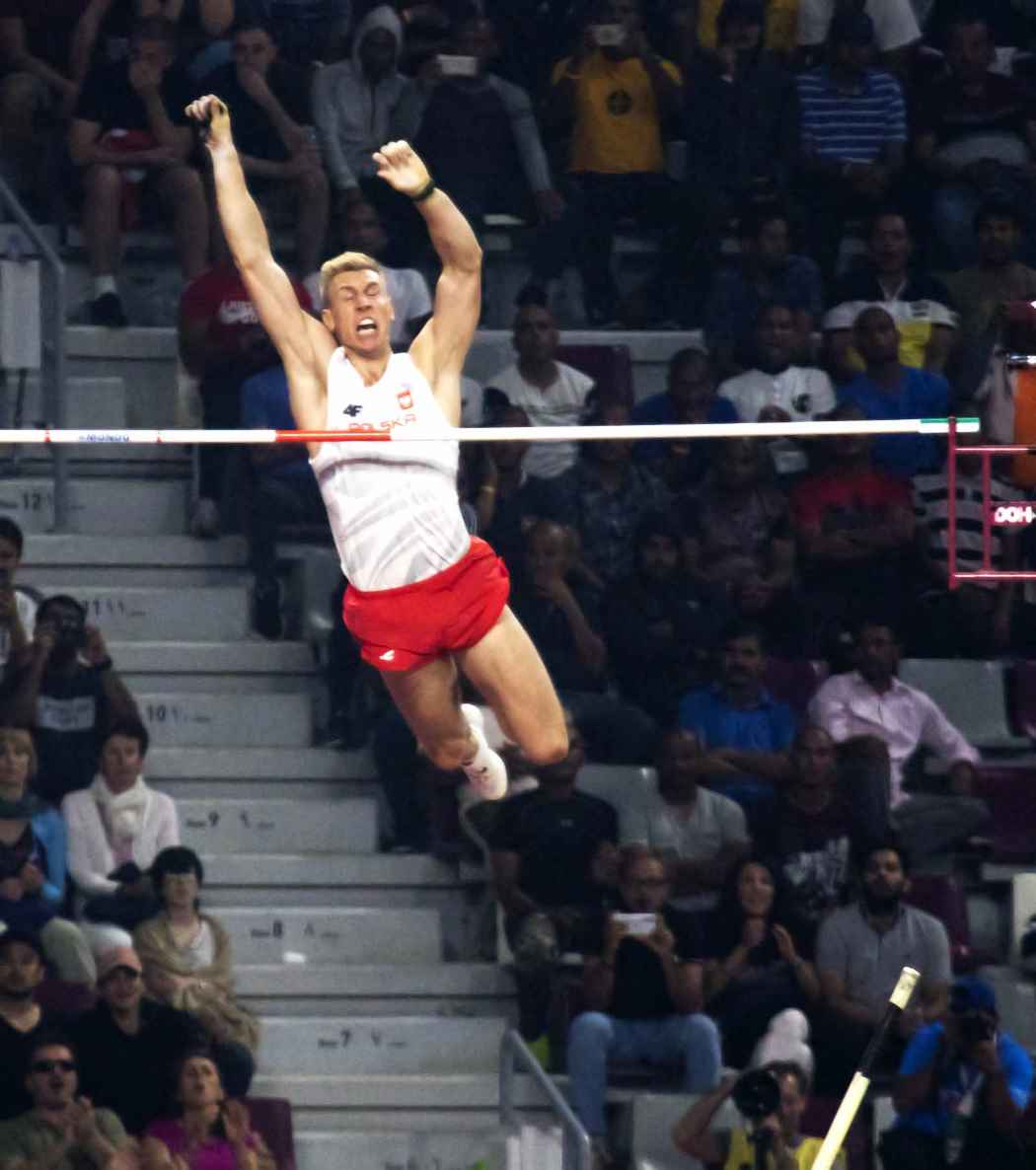
Piotr Lisek wurde Sechster
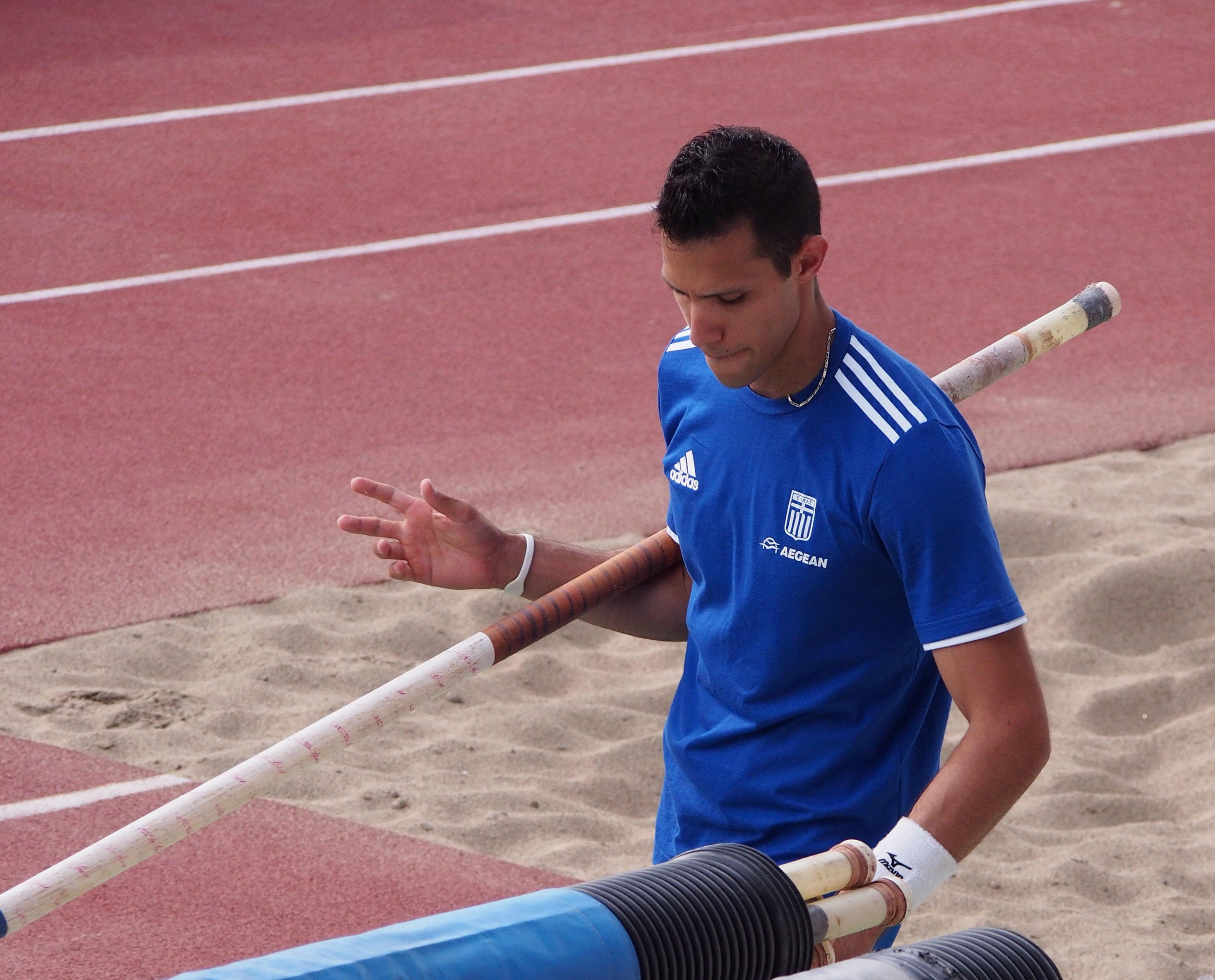
Konstadínos Filippídis erreichte Platz sieben
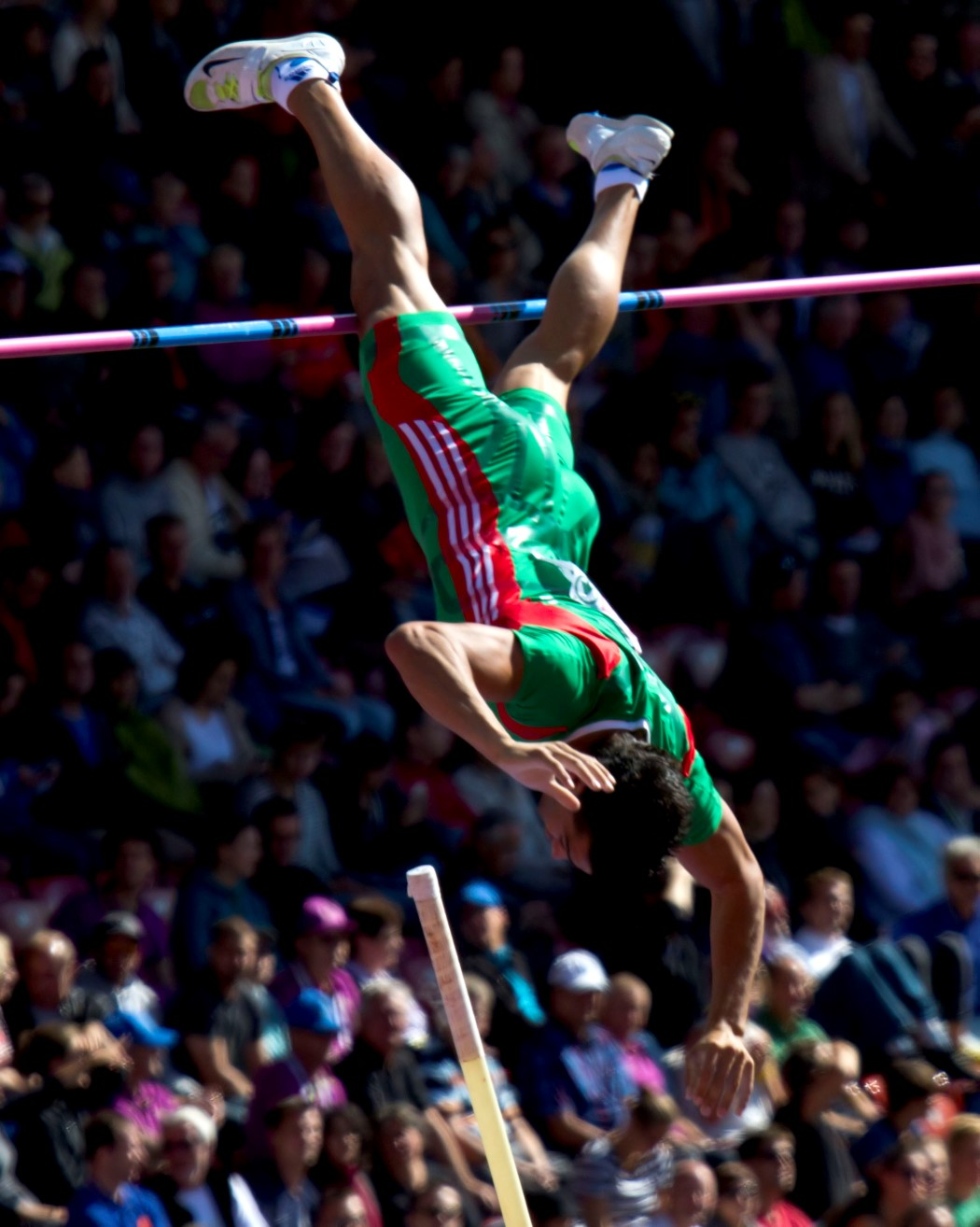
Edi Maia kam auf den achten Platz

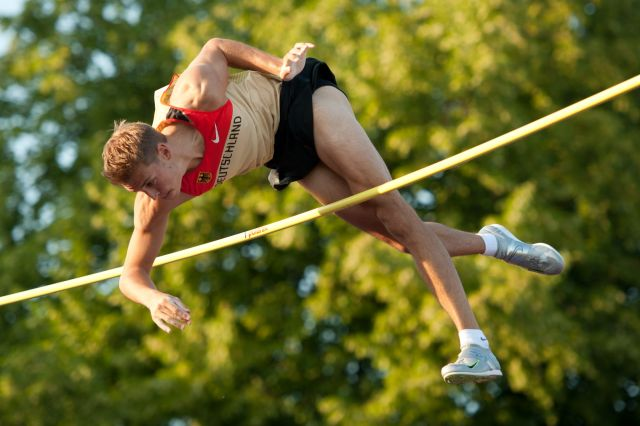
Karsten Dilla belegte den geteilten Rang neun
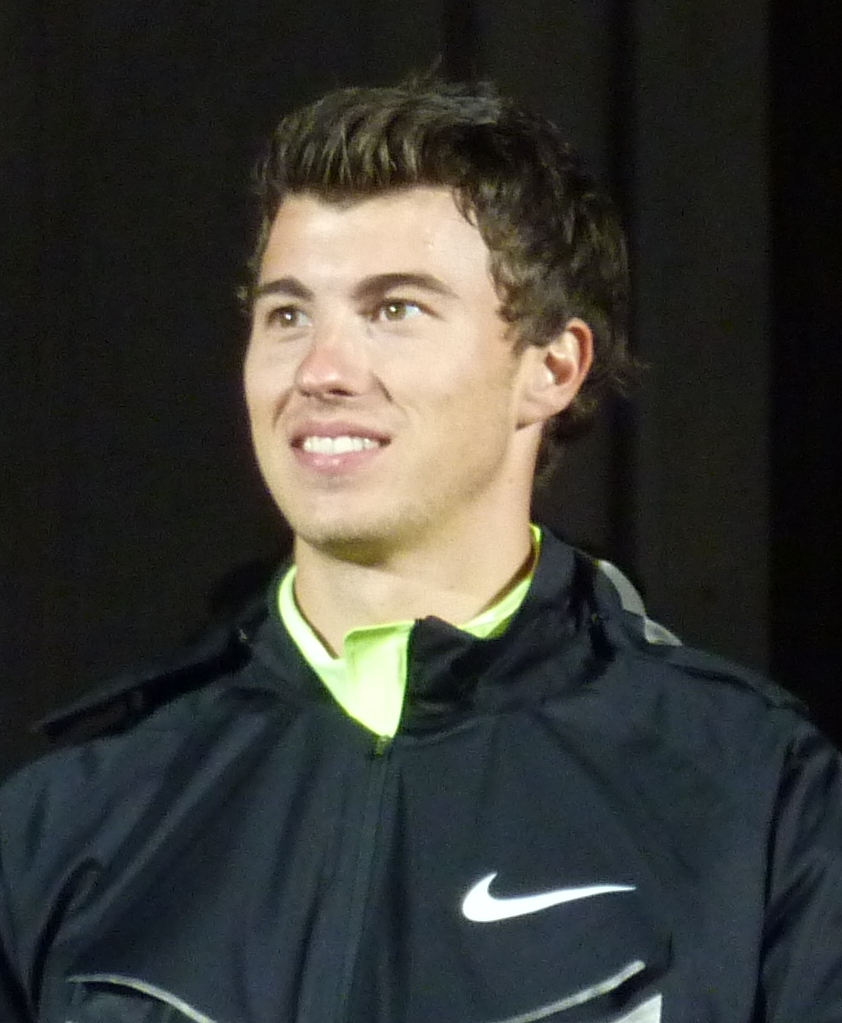
Der elftplatzierte Steven Lewis
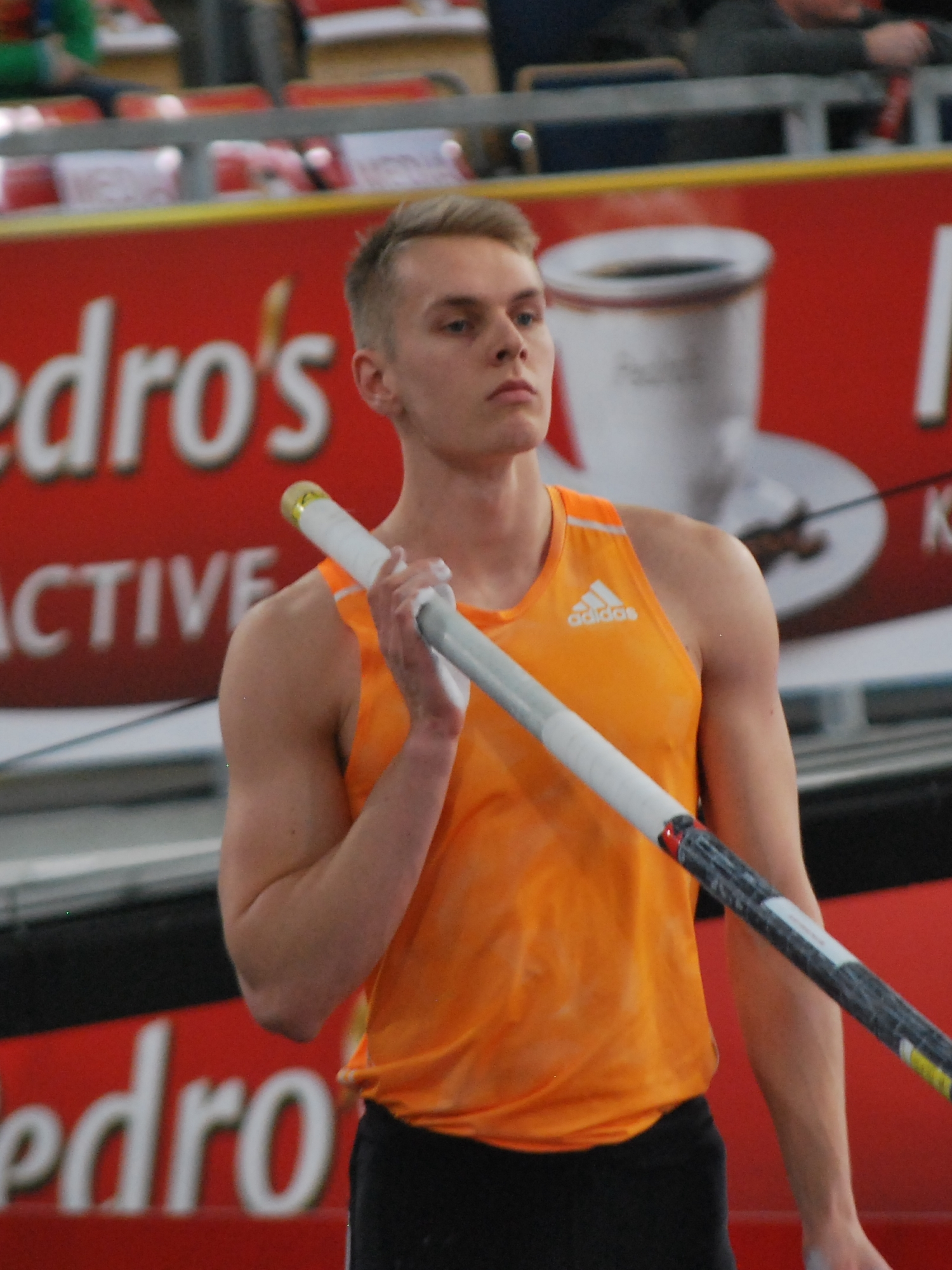
Robert Sobera blieb in diesem Finale ohne gültigen Sprung

## Videolink
- Pole Vault men final 2014 european championships, Lavillenie 5.90m, youtube.com, abgerufen am 13. März 2023